# Musaranya fumada
La musaranya fumada (Sorex fumeus) és una espècie de mamífer de la família de les musaranyes que es troba a l'est del Canadà i al nord-est dels Estats Units.